# Ann Peterson
Ann Stewart Peterson (Kansas City, 16 de junio de 1947) es una deportista estadounidense que compitió en saltos de plataforma.
Participó en los Juegos Olímpicos de México 1968, obteniendo una medalla de bronce en la prueba individual. Ganó una medalla de bronce en los Juegos Panamericanos de 1967.

## Palmarés internacional
| Juegos Olímpicos     | Juegos Olímpicos  | Juegos Olímpicos  | Juegos Olímpicos |
| Año                  | Lugar             | Medalla           | Prueba           |
| -------------------- | ----------------- | ----------------- | ---------------- |
| 1968                 | México (México)   | Medalla de bronce | Plataforma 10 m  |
| Juegos Panamericanos |                   |                   |                  |
| Año                  | Lugar             | Medalla           | Prueba           |
| 1967                 | Winnipeg (Canadá) | Medalla de bronce | Plataforma 10 m  |